# جون نيلسون (موسيقي)
جون نيلسون (بالإنجليزية: John Nelson)‏ هو موزع وموسيقي أمريكي، ولد في 6 ديسمبر 1941 في سان خوسيه في كوستاريكا.

## وصلات خارجية
- جون نيلسون على موقع ميوزك برينز (الإنجليزية)
- جون نيلسون على موقع أول ميوزيك (الإنجليزية)
- جون نيلسون على موقع ديسكوغز (الإنجليزية)